# 삼각쌍뿔

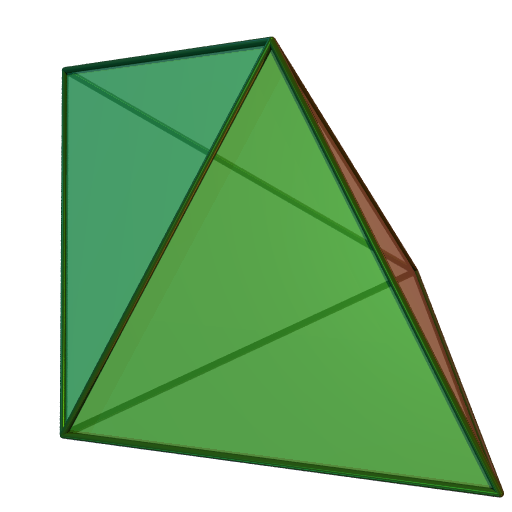
맞붙인 삼각뿔, 삼각쌍뿔

삼각쌍뿔 또는 맞붙인 삼각뿔(-三角-)은 삼각뿔을 2개 붙인 다면체이다. 면은 6개, 꼭짓점은 5개, 모서리는 9개이다. 정삼각형으로 만든 경우 존슨의 다면체와 삼각형 다면체에 포함된다. 그 쌍대는 삼각기둥이다. 그러므로 정삼각쌍뿔의 쌍대는 옆면이 정사각형인 정삼각기둥이다.
삼각쌍뿔은 각 면이 모두 합동인 정삼각형이지만 정다면체는 아니다. 정다면체는 한 꼭짓점에 모이는 면의 수가 같아야 하는데 삼각쌍뿔은 어떤 꼭짓점은 면이 3개, 또 어떤 꼭짓점은 면이 4개 모여 있기 때문이다.